# Spiroplasma
Genre
Spiroplasma est un genre de Mollicutes de la famille des Spiroplasmataceae, constituant un groupe de petites bactéries dépourvues de parois cellulaires.
Le genre Spiroplasma partage le métabolisme simple, le mode de vie parasite, la morphologie en « œuf sur le plat » des colonies et le petit génome des autres Mollicutes, mais s'en distingue par sa morphologie hélicoïdale, différente de celle des mycoplasmes.
Les spiroplasmes ont la forme d'une spirale et se déplacent dans un mouvement en « tire-bouchon ».

## Hôtes
La plupart des spiroplasmes se trouvent soit dans le tube digestif ou l'hémolymphe des insectes, soit dans le phloème des plantes.
Les spiroplasmes sont des organismes exigeants, qui requièrent un milieu de culture riche. il croissent bien à 30 °C, mais pas à 37 °C.
Quelques espèces, en particulier Spiroplasma mirum, croissent mieux à 37 °C (température du corps humain), et provoquent la cataracte et des dommages neurologiques chez les souriceaux.

## Importance écoépidémiologique
Les espèces de spiroplasme les mieux étudiées sont Spiroplasma citri, agent de la maladie Stubborn des agrumes, et Spiroplasma kunkelii, agent de la maladie Stunt du maïs.

### Lien avec les encéphalopathies spongiformes transmissibles (EST)?
En 2007 des universitaires américains ont montré qu'un spiroplasme (Spiroplasma mirum) semble pouvoir être responsable d'une maladie à prion touchant les ruminants (scrapie ou encéphalopathie spongiforme), y compris les cervidés (Chronic wasting desease).

Ils se sont pour cela appuyée sur des indices moléculaires et sérologiques : selon eux ces prions (et d'autres) pourraient provenir de Spiroplasmes.

Dès la fin des années 1970, des inclusions de spiroplasmes avaient été notées dans les cerveaux humains touchés par la maladie de Creutzfeldt-Jakob, confirmées en 1981 et considérées en 2005 comme un agent causal possible. Une expérience a conclu que Spiroplasma mirum isolée dans une tique de lapin a induit expérimentalement une encéphalopathie spongiforme chez des rongeurs. Puis, inoculée par voie intracrânienne (IC) chez des ruminants (cerf), la même bactérie semble avoir induit le tableau clinique d'une MDC (après 1,5 à 5,5 mois d'incubation).

Des cerfs, mais aussi des moutons et des chèvres, inoculés avec S. mirum ont développé une encéphalopathie spongiforme, et d'une manière dose-dépendante. *
Lors d'une autre expérience, des spiroplasmes génétiquement proches de S. mirum, isolés dans des cerveaux d'animaux victimes d'une encéphalopathie spongiforme ont été cultivés dans des œufs embryonnés. Les espèces de spiroplasmes provenant de la scrapie du mouton ont induit chez les cervidés (à la suite de leur inoculation dans le cerveau) une encéphalopathie spongiforme évoquant fortement celle qui est observée chez ces animaux. Les auteurs notent que des spiroplasmes ont été dans ces cas constamment associés à la maladie et capables expérimentalement de provoquer chez des ruminants une MCD ou l'équivalent d'une MCD dans le modèle animal expérimental, ce qui remet en cause les conclusions d'études antérieures qui étaient que le prion était l'unique agent causal de la maladie.

## Taxonomie
Le nom correct complet (avec auteur) de ce taxon est Spiroplasma Saglio et al. 1973.
L'espèce type est : Spiroplasma citri Saglio et al. 1973.

### Étymologie
L'étymologie du nom de genre des Spiroplasma est la suivante : Gr. fem. n. speîra, uen bobine, un spirale (translitération latine spira); Gr. neut. n. plasma, quelque chose de formé ou moulé, une forme, une figure; N.L. neut. n. Spiroplasma, une forme en spirale.

## Liste d'espèces
Selon LPSN (6 juillet 2024) :
- Spiroplasma alleghenense Adams et al. 1997
- Spiroplasma apis Mouches et al. 1984
- Spiroplasma atrichopogonis Koerber et al. 2005
- Spiroplasma cantharicola Whitcomb et al. 1993
- Spiroplasma chinense Guo et al. 1990
- Spiroplasma chrysopicola Whitcomb et al. 1997
- Spiroplasma citri Saglio et al. 1973
- Spiroplasma clarkii Whitcomb et al. 1993
- Spiroplasma corruscae Hackett et al. 1996
- Spiroplasma culicicola Hung et al. 1987
- Spiroplasma diabroticae Carle et al. 1997
- Spiroplasma diminutum Williamson et al. 1996
- Spiroplasma eriocheiris Wang et al. 2011
- Spiroplasma floricola Davis et al. 1981
- Spiroplasma gladiatoris Whitcomb et al. 1997
- Spiroplasma helicoides Whitcomb et al. 1997
- Spiroplasma insolitum Hackett et al. 1993
- Spiroplasma ixodetis Tully et al. 1995
- Spiroplasma kunkelii Whitcomb et al. 1986
- Spiroplasma lampyridicola Stevens et al. 1997
- Spiroplasma leptinotarsae Hackett et al. 1996
- Spiroplasma leucomae Oduori et al. 2005
- Spiroplasma lineolae French et al. 1997
- Spiroplasma litorale Konai et al. 1997
- Spiroplasma melliferum Clark et al. 1985
- Spiroplasma mirum Tully et al. 1982
- Spiroplasma monobiae Whitcomb et al. 1993
- Spiroplasma montanense Whitcomb et al. 1997
- Spiroplasma penaei Nunan et al. 2005
- Spiroplasma phoeniceum Saillard et al. 1987
- Spiroplasma platyhelix Williamson et al. 1997
- Spiroplasma poulsonii Williamson et al. 1999
- Spiroplasma sabaudiense Abalain-Colloc et al. 1987
- Spiroplasma syrphidicola Whitcomb et al. 1996
- Spiroplasma tabanidicola Whitcomb et al. 1997
- Spiroplasma taiwanense Abalain-Colloc et al. 1988
- Spiroplasma turonicum Hélias et al. 1998
- Spiroplasma velocicrescens Konai et al. 1995

## Publication originale
- (en) P Saglio, M Lhospital, D Lafleche, G Dupont, JM Bové, JG Tully et EA Freundt, « Spiroplasma citri gen. and sp. n.: a mycoplasma-like organism associated with stubborn disease of citrus. », International Journal of Systematic Bacteriology, vol. 23, no 3,‎ 1er juillet 1973, p. 191-204 (DOI 10.1099/00207713-23-3-191).